# Thalictrum roseanum
Thalictrum roseanum là một loài thực vật có hoa trong họ Mao lương. Loài này được B. Boivin miêu tả khoa học đầu tiên năm 1944.